# باولينو مارتينيز
باولينو مارتينيز (بالإنجليزية: Paulino Martínez)‏ مواليد 31 أغسطس 1952 في برغش، هو دراج إسباني سابق. سبق أن شارك في دورة الألعاب الأولمبية الصيفية.

## روابط خارجية
- باولينو مارتينيز على موقع أرشيف الدراجات (الإنجليزية)
- باولينو مارتينيز على موقع إحصائيات الدراجات الإحترافية (الإنجليزية)
- باولينو مارتينيز على موقع أوليمبيديا (الإنجليزية)